# Cornelius Cardew
Cornelius Cardew (Winchcombe, 7 mei 1936 – Londen, 13 december 1981) was een Britse componist en improvisatiemuzikant.

## Biografie
Cardew studeerde tussen 1953 en 1957 violoncello en piano aan de Royal Academy of Music in Londen, bovendien compositie bij Howard Ferguson. Vanaf 1957 studeerde hij elektronische muziek bij Gottfried Michael Koenig aan de Hochschule für Musik Köln, later werkte hij daar als assistent van Karlheinz Stockhausen. In 1958 was hij betrokken bij de Europese première van het pianoconcert van John Cage.
Cardew keerde terug naar het Verenigd Koninkrijk in 1961, waar hij werkte als grafisch kunstenaar en concerten gaf. In 1964 was hij compositiestudent van Goffredo Petrassi in Rome. In 1965 trad hij toe tot het improvisatie-ensemble AMM, waarvan hij tot 1971 lid was. In 1966 en 1967 werkte hij aan het Centre of Creative and Performing Arts aan de University at Buffalo, The State University of New York, voordat hij professor werd aan de Royal Academy of Music. Samen met Howard Skempton en Michael Parson formeerde hij in 1969 het Scratch Orchestra, waarin componisten, professionele muzikanten, amateurs, beeldende kunstenaars en acteurs samenkwamen om muziek te spelen.
Vanaf 1974 schreef de componist, die in 1975 zijn eigen songklas oprichtte aan het Goldsmiths College in Londen, talloze politieke songs, o.a. voor optredens van de maoistische Peoples Liberation Group. Hij was ook als muzikant betrokken bij John Tilbury tijdens demonstraties, ondersteunde stakende arbeiders en tijdens een studiebeursverblijf in Berlijn, de strijd voor een kinderkliniek in het Bethanien-huis, waarvoor hij de Bethaniensong componeerde. Tegenwoordig zijn zijn belangrijkste composities Treatise en The Great Learning.

## Overlijden
Cornelius Cardew overleed in december 1981 op 45-jarige leeftijd. De doodsoorzaak (hij werd aangereden door een automobilist die doorreed en nooit gevonden werd) leidde tot onbewezen speculaties over opzet, met zijn politieke activisme als motief.

## Discografie
- 1971: The Great Learning Paragraphs 2 and 7 (heruitgebracht in 2002) (Deutsche Grammophon).
- 1975: Thälmann Variations (uitgebracht in 1986)
- 1991: Cornelius Cardew Piano Music (musicnow)
- 2002: We Sing for the Future! Interpretaties van twee composities voor solopiano met Frederic Rzewski (New Albion)
- ????: Four Principles On Ireland And Other Pieces (Ampersand)
- ????: Treatise (Hat[Now]Art)
- 2001: Chamber Music 1955-1964 Apartment House (Matchless Recordings mrcd45)
- ????: Material (Hat[Now]Art)
- 1996: Cornelius Cardew — piano music 1959-70 met John Tilbury (Matchless Recordings mrcd29)
- 1966: AMMMUSIC (ReR Megacorp.)